# 13446 Almarkim
A 13446 Almarkim (ideiglenes jelöléssel 3087 P-L) a Naprendszer kisbolygóövében található aszteroida. Cornelis Johannes van Houten, Ingrid van Houten-Groeneveld és Tom Gehrels fedezte fel 1960. szeptember 24-én.